# Sorghum
El sorgo (Sorghum spp.) o maicillo es un género de poáceas oriundas de las regiones tropicales y subtropicales de África oriental. Se cultivan en su zona de origen; en Europa, América y Asia como cereal para consumo humano y animal (en la producción de forrajes), y para la elaboración de bebidas alcohólicas y escobas. Su resistencia a la sequía y al calor lo hace un cultivo útil en regiones semiáridas, y es uno de los cultivos más importantes del mundo. Comprende 366 especies descritas y de éstas, solo 31 aceptadas.
Al tratarse de un alimento carente de gluten, representa una opción nutritiva para las personas celíacas. Posee propiedades antidiarreicas, o astringentes, y homeostáticas.

## Características
El sorgo tiene un hábitat y una fisiología vegetal (metabolismo de las "C-4") similar al del maíz (Zea mays), aunque con un sistema radical más extenso y ramificado, de características fibrosas y hasta 12 dm de profundidad. El tallo es cilíndrico, de 1 a 3 m de altura, con una inflorescencia terminal en forma de espiga compuesta por flores bisexuales. El grano es una cariópside de alrededor de 4 mm de diámetro.

## Morfología
El sorgo pertenece a la familia de las gramíneas. Las especies son el Sorghum vulgare y el Andropogum sorgum sudanensis.
El sorgo tiene una altura de 1 a 2 m. Tiene inflorescencias en panojas y semillas de 3 mm, esféricas y oblongas, de color negro, rojizo y amarillento. Tiene un sistema radicular que puede llegar en terrenos permeables a 2 m de profundidad. Las flores tienen estambres y pistilos. 
El valor energético del grano de sorgo es un poco inferior al del maíz. Se puede estimar como media 1,08 UF/kg. Comparándolo con el grano de maíz, el de sorgo es generalmente un poco más rico en proteínas, pero más pobre en materia grasa; como las de maíz, son de un valor biológico bastante débil; son particularmente deficitarias en lisina.

## Exigencias del cultivo
Las exigencias en calor del sorgo para grano son más elevadas que las de maíz. Para germinar necesita una temperatura de 12 a 13 °C, por lo que su siembra tiene que hacerse de 3 a 4 semanas después del maíz. El crecimiento de la planta no es verdaderamente activo hasta que se sobrepasan los 15 °C, situándose el óptimo hacia los 32 °C. 
Al principio de su desarrollo, el sorgo soporta las bajas temperaturas de forma parecida al maíz, y su sensibilidad en el otoño es también comparable. Los descensos de temperatura en el momento de la floración pueden reducir el rendimiento del grano. Por el contrario, el sorgo resiste mucho mejor que el maíz las altas temperaturas. Si el suelo es suficientemente fresco no se comprueba corrimiento de flores con los fuertes calores. 
El sorgo resiste la sequía mejor que el maíz. Es capaz de sufrir sequía durante un período bastante largo, y reemprender su crecimiento más adelante cuando cesa la sequía. Por otra parte, necesita menos cantidad de agua que el maíz para formar un kilogramo de materia seca. 
Se desarrolla bien en terrenos alcalinos, sobre todo las variedades azucaradas que exigen la presencia en el suelo de carbonato cálcico, lo que aumenta el contenido en sacarosa  de tallos y hojas. Prefiere suelos sanos, profundos, no demasiado pesados. Soporta algo la sal.

## Producción mundial
| Principales productores de sorgo (2018) (toneladas) | Principales productores de sorgo (2018) (toneladas) |
| --------------------------------------------------- | --------------------------------------------------- |
| Estados Unidos                                      | 9.271.070                                           |
| Nigeria                                             | 6.862.343                                           |
| Sudán                                               | 4.953.000                                           |
| Etiopía                                             | 4.932.408                                           |
| India                                               | 4.800.000                                           |
| México                                              | 4.531.097                                           |
| Brasil                                              | 2.272.939                                           |
| China                                               | 2.192.032                                           |
| Níger                                               | 2.100.190                                           |
| Burkina Faso                                        | 1.929.834                                           |
| Argentina                                           | 1.563.445                                           |
| Mali                                                | 1.469.688                                           |
| Camerún                                             | 1.416.116                                           |
| Australia                                           | 1.257.219                                           |
| Bolivia                                             | 1.023.314                                           |

Fuente

## Cultivo
Se estima que la domesticación de la principal especie de uso alimentario de producción de sorgo, Sorghum bicolor, se produjo alrededor del siglo I a. C. en la zona de Etiopía. Especies silvestres se utilizaban para alimentación desde hacía milenios, tanto en África como en la región índica.
Las especies cultivadas se agrupan en especies de grano, de paja, de jarabe y de pastura.

## Usos

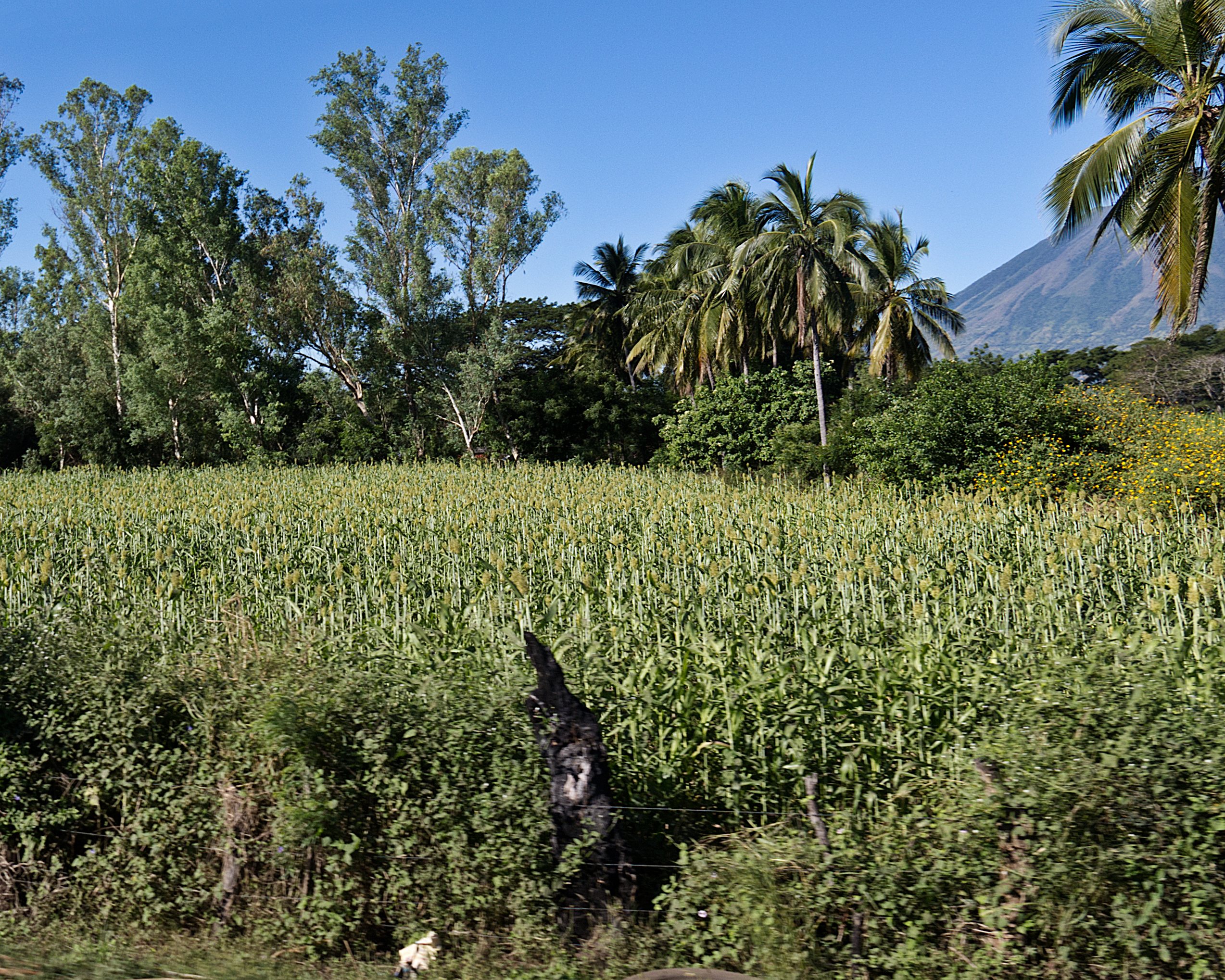
El maicillo (otro nombre común de Sorghum) en un campo en América Central.

El sorgo en sus diversas variedades se usa para consumo humano, tanto para alimentación como para elaboración de bebidas alcohólicas y para alimentación animal en la producción de forrajes o piensos. 
Para consumo humano es usado principalmente en África, en particular Etiopía  y Somalia, y en la India y China, donde es ingrediente para la preparación de diversos platos tradicionales o de la gastronomía típica como tortillas, panes con y sin levadura como el kisra, gachas y cuscús o se usa el grano entero y descascarado cocido en presentación semejante al arroz  para acompañar con carne  y verduras. En China se usa para preparación de bebidas alcohólicas (aguardientes).
Como pienso es usado principalmente en los Estados Unidos, México, Japón, y Argentina y Europa del este. Estos países absorben conjuntamente más del 80% de la utilización mundial de sorgo en forma de pienso.
El tallo seco y las hojas de sorgo, en particular de las especies Sorghum bicolor y Sorghum vulgare var. technicum, se usan aún para la confección de escobas. Actualmente están siendo sustituidas por fibras sintéticas.
Actualmente cada vez es más usado en la producción de bioetanol, siendo con el maíz, el trigo y la cebada de los mejores candidatos.

## Taxonomía
El género fue descrito por Conrad Moench y publicado en Methodus Plantas Horti Botanici et Agri Marburgensis : a staminum situ describendi 207. 1794. La especie tipo es: Sorghum bicolor (L.) Moench. 
Etimología
La palabra Sorgo es tomada del latín moderno sorghum, que muy probablemente proviene del latín vulgar syricum; es decir,  proveniente de Siria, región donde los romanos probablemente conocieron esta gramínea. El nombre genérico Sorghum impuesto por Moench ha sido conservado oficialmente desde 1794 , de manera que Sorgum L. no es válido.
Citología
Tiene un número de cromosomas de: x = 5. 2n = 10, 20, y 40 (y aneuploides - 26, 33, 38–39 etc.). Cromosomas ‘pequeños’.

## Especies aceptadas
- Sorghum × almum Parodi
- Sorghum amplum Lazarides
- Sorghum angustum S.T.Blake
- Sorghum arundinaceum (Desv.) Stapf
- Sorghum bicolor (L.) Moench (= Sorghum vulgare Pers.)
- Sorghum brachypodum Lazarides
- Sorghum bulbosum Lazarides
- Sorghum burmahicum Raizada
- Sorghum controversum (Steud.) Snowden
- Sorghum × derzhavinii Tzvelev
- Sorghum×drummondii (Steudel) Millsp. & Chase
- Sorghum ecarinatum Lazarides
- Sorghum exstans Lazarides
- Sorghum grande Lazarides
- Sorghum halepense (L.) Pers.
- Sorghum interjectum Lazarides
- Sorghum intrans F.Muell. ex Benth.
- Sorghum laxiflorum F.M.Bailey
- Sorghum leiocladum (Hack.) C.E.Hubb.
- Sorghum macrospermum E.D.Garber
- Sorghum matarankense E.D.Garber & Snyder
- Sorghum nitidum (Vahl) Pers.
- Sorghum plumosum (R. Br.) P.Beauv.
- Sorghum propinquum (Kunth) Hitchc.
- Sorghum purpureosericeum (Hochst. ex A.Rich.) Asch. & Schweinf.
- Sorghum stipoideum (Ewart & Jean White) C.A.Gardner & C.E.Hubb.
- Sorghum timorense (Kunth) Büse
- Sorghum trichocladum (Hack.) Kuntze
- Sorghum versicolor Andersson
- Sorghum virgatum (Hack.) Stapf[2]